# Дом д’Алигр
Дом д’Али́гр (фр. d'Aligre) — французское семейство, члены которого занимали высшие должности в магистратуре, чем заслужили дворянство мантии.

## Известные представители
- Этьен д’Алигр (Étienne Ier d’Aligre, 1550—1635) — канцлер Франции и хранитель государственной печати; потерял место и был удалён от двора кардиналом Ришельё за то, что не довольно решительно высказался против маршала д’Орнано[1].

- Его сын, также Этьен д’Алигр (Étienne II d’Aligre, 1592—1677) — занимал ту же должность до самой смерти; заслужил репутацию просвещённого и честного человека[1].

- Этьен-Франсуа д’Алигр (Étienne François d’Aligre, 1726—1798) — первый президент парижского парламента, во главе которого сделал несколько раз королю возражения против налогов и действий некоторых министров. Был противником созвания генеральных штатов, и, когда Неккер собирал их, прочёл королю в присутствии министра записку, в которой предсказывал, что данное собрание будет опасно королю. Записка была оставлена без последствий, он вышел в отставку. В день взятия Бастилии был арестован и отвезён в городскую мэрию, откуда был спасён одним из прежних своих служителей. Эмигрировал одним из первых и умер в Брауншвейге, оставив сыну значительное состояние.[1]